# Zabrachypus moldavicus
Zabrachypus moldavicus là một loài tò vò trong họ Ichneumonidae.